# Крень, Андрей Александрович
Андрей Александрович Крень (бел. Андрэй Аляксандравіч Крэнь; род. 11 ноября 2003, Ивацевичи, Брестская область) — белорусский футболист, полузащитник клуба «Слуцк-2024».

## Карьера
Начинал заниматься футболом в ивацевичской ДЮСШ. В возрасте 14 лет футболист присоединился к академии «Слуцка». В 2020 году футболист стал выступать за дублирующий состав клуба. За основную команду клуба футболист дебютировал 22 октября 2020 года в матче против брестского «Динамо», выйдя на замену на 79 минуте. С июля 2022 года футболист вновь стал получать игровую практику с основной командой. Новый сезон 2023 года футболист начал с чётвертьфинальных матчей Кубка Беларуси, где по сумме встреч уступили мозырской «Славии». Первым результативным действием за клуб футболист отличился 2 апреля 2023 года в матче против столичного «Минска», отдав голевую передачу. Дебютным забитым голом за клуб футболист отличился 15 апреля 2023 года в матче против брестского «Динамо». По итогу сезона футболист вместе с клубом завершил чемпионат на итоговом восьмом месте. 
В январе 2024 года футболист продлил контракт с клубом. Однако перед началом сезона футболист получил разрыв крестообразных связок, выбыв из распоряжения клуба до конца сезона. В начале 2025 года футболист вернулся в распоряжение клуба, вместе с которым приступил к подготовке к новому сезону. Новый сезон футболист начал с четвертьфинальных матчей Кубка Беларуси, где уступили «Витебску», завершив своё выступление на турнире. Первый матч в чемпионате футболист сыграл 29 марта 2025 года против «Сморгони», выйдя на поле в стартовом составе. Первым в сезоне забитым голом за клуб футболист отличился 17 мая 2025 года в матче против «Ислочи».